# 正成分と負成分
数学における実または拡大実数値函数の正成分（せいせいぶん、英: positive part）および負成分（ふせいぶん、英: negative part）は、その函数から定まる二つの特定の非負値函数である。
元の函数が正の値を取る場合、その正成分は元の函数と同じ値を取り、元の函数がそれ以外の値を取る場合、正成分は 0 を値とする。
負成分も同様に、元の函数が負の値を取る場合、その負成分は元の函数の値と大きさが等しく符号だけ異なる正の値を取り、元の函数がそれ以外の値を取る場合、負成分は 0 を値とする。
より一般に、全順序群に値をとる任意の函数に対して正成分と負成分の概念は定義できるということに注意せよ。

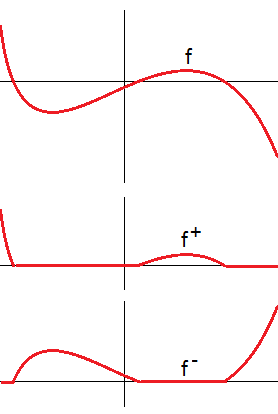
函数 f とその正成分 f+ および負成分 f−: 直観的には正成分 f+ のグラフは f のグラフを x-軸から下はちょん切って、その部分では 0 となるものとしてつなぎ直したものとして得られる。同様に負成分は x-軸より上の部分をちょん切って上下をひっくり返すことで得られる。

## 定義
実または拡大実数値函数 f の正成分 f+ および負成分 f− は {\displaystyle {\begin{aligned}f^{+}(x)&=\max(f(x),0)={\begin{cases}f(x)&(f(x)>0)\\[5pt]0&(f(x)<0)\end{cases}};\\[5pt]f^{-}(x)&=\max(-f(x),0)=-\min(f(x),0)={\begin{cases}-f(x)&(f(x)<0)\\[5pt]0&(f(x)>0)\end{cases}}\end{aligned}}} と定義される。
注こうして得られた f+, f− がともに非負値の函数であることに注意すべきである—言葉では「負成分」と呼ぶけれども、負成分は「負値」にももとの函数の「一部分」にもならない（これは複素数の虚部が虚数でも部分でもないことに似ている）。
アイバーソンの括弧を用いれば {\displaystyle {\begin{aligned}f^{+}&=[f>0]f\\f^{-}&=-[f<0]f\end{aligned}}} とも書ける。

## ジョルダン分解と絶対値
同様の設定のもと、函数 f はその正成分と負成分を用いて一意的に {\displaystyle f=f^{+}-f^{-}} と書ける。さらにその絶対値 |f|(x) ≔ |f(x)| = max{f(x), −f(x)} (∀x) が {\displaystyle |f|=f^{+}+f^{-}} と書ける。これら二つの関係式から、正成分と負成分を {\displaystyle f^{+}={\frac {|f|+f}{2}},\qquad f^{-}={\frac {|f|-f}{2}}} と表すことができる。

## 測度論・ルベーグ積分
正成分と負成分の概念は測度論およびルベーグ積分論において基本的かつ重要である。測度空間 (X, Σ) 上の拡大実数値函数 f が可測となるための必要十分条件は、その正成分 f+ および負成分 f− がともに可測となることである。したがって、f が可測ならば絶対値 |f| もまた（ふたつの可測函数 f+, f− の和であるから）可測になる。しかしその逆は必ずしも成り立たない: 例えば f として、{\displaystyle f=1_{V}-{1 \over 2}} を V がヴィタリ集合であるときに考えれば、f は明らかに可測でないが、その絶対値は定数函数になるから可測である。
実数値函数のルベーグ積分は、正成分と負成分への分解を通じて定義される。また函数の正成分および負成分への分解と類似対応するものとして、符号付き測度の正成分および負成分への分解（ジョルダン分解）を考えることができる（ハーン分解定理の項を参照せよ）。

## 注